# Hans Schnitger
Henri Carel Willem Schnitger, més conegut com a Hans Schnitger   (Enschede, 5 d'agost de 1915 - Delden, 1 de març de 2013), va ser un jugador d'hoquei sobre herba neerlandès que va competir durant la dècada de 1930.
El 1936 va prendre part en els Jocs Olímpics de Berlín, on va guanyar la medalla de bronze com a membre de l'equip neerlandès en la competició d'hoquei sobre herba.